# Mads Nørgaard
Mads Mathias Nørgaard (født 25. april 1961) er en dansk designer af modetøj, direktør og ejer af modehuset Mads Nørgaard - Copenhagen.
Mads Nørgaard, der er uddannet indenfor samfundsvidenskab og litteraturvidenskab, åbnede i 1986 herretøjsbutikken Mads Nørgaard på Amagertorv, København. Samtidig begyndte han at sælge tøj af eget design til herrer, og i 1990 udvidede han butikken og begyndte tillige at arbejde som konsulent for nabobutikken Nørgaard paa Strøget, der ejes af hans far, Jørgen Nørgaard. En egentlig pigetøjskollektion under eget navn blev etableret i 1996, og kollektionerne sælges i dag i det meste af den vestlige verden samt Japan og USA.

Mads Nørgaard præsenterede sine kollektioner ved et modeshow første gang i august 2005 i Den Grå Hal på Christiania (Christiania-Trilogien). Og er senest gået over til det digitale medie ved at lave en modefilm The Copenhagen Experience #1, som blev præsenteret ved Copenhagen Fashion Week i august 2007.
Mads Nørgaard har virket som gallerist, været medarrangør af kunstudstillingen Update (1996) og bl.a. deltaget i udstillinger som Dansk design aktuelt (1995). ”Hyper Hall” (1996) og Hvad er design? (2002). 
Derudover var Mads redaktør af ’Modeleksikon – fra Couture til Kaos’ (Politikens Forlag 2002), og han sidder i Designrådets Bestyrelse som eneste tøjdesigner (siden 2005).